# Ловер-Мейкфілд Тауншип (округ Бакс, Пенсільванія)
Ловер-Мейкфілд Тауншип (англ. Lower Makefield Township) — селище (англ. township) в США, в окрузі Бакс штату Пенсільванія. Населення — 33 180 осіб (2020).

### Клімат
| Клімат : Ловер-Мейкфілд Тауншип | Клімат : Ловер-Мейкфілд Тауншип | Клімат : Ловер-Мейкфілд Тауншип | Клімат : Ловер-Мейкфілд Тауншип | Клімат : Ловер-Мейкфілд Тауншип | Клімат : Ловер-Мейкфілд Тауншип | Клімат : Ловер-Мейкфілд Тауншип | Клімат : Ловер-Мейкфілд Тауншип | Клімат : Ловер-Мейкфілд Тауншип | Клімат : Ловер-Мейкфілд Тауншип | Клімат : Ловер-Мейкфілд Тауншип | Клімат : Ловер-Мейкфілд Тауншип | Клімат : Ловер-Мейкфілд Тауншип | Клімат : Ловер-Мейкфілд Тауншип |
| Показник                        | Січ.                            | Лют.                            | Бер.                            | Квіт.                           | Трав.                           | Черв.                           | Лип.                            | Серп.                           | Вер.                            | Жовт.                           | Лист.                           | Груд.                           | Рік                             |
| Абсолютний максимум, °C         | 21,9                            | 25,3                            | 30,8                            | 34,6                            | 35,1                            | 35,8                            | 39,7                            | 37,8                            | 36,7                            | 31,7                            | 27,2                            | 24,3                            | 39,7                            |
| Середній максимум, °C           | 4,3                             | 6,1                             | 10,7                            | 17,4                            | 22,7                            | 27,8                            | 30,2                            | 29,2                            | 25,4                            | 19,1                            | 13,1                            | 6,8                             | 17,8                            |
| Середня температура, °C         | −0,2                            | 1,3                             | 5,4                             | 11,4                            | 16,6                            | 21,9                            | 24,5                            | 23,6                            | 19,6                            | 13,1                            | 7,8                             | 2,4                             | 12,3                            |
| Середній мінімум, °C            | −4,8                            | −3,6                            | 0,1                             | 5,3                             | 10,5                            | 15,9                            | 18,7                            | 17,9                            | 13,7                            | 7,1                             | 2,6                             | −2,1                            | 6,8                             |
| Абсолютний мінімум, °C          | −23,5                           | −19,2                           | −15,5                           | −7,8                            | 1,0                             | 5,4                             | 8,8                             | 5,9                             | 2,2                             | −3,7                            | −11,1                           | −17,8                           | −23,5                           |
| Норма опадів, мм                | 90                              | 71                              | 108                             | 101                             | 108                             | 111                             | 134                             | 109                             | 112                             | 96                              | 91                              | 104                             | 1233                            |
| Вологість повітря, %            | 65.9                            | 62.2                            | 58.0                            | 57.0                            | 62.4                            | 66.1                            | 66.2                            | 68.6                            | 70.0                            | 68.8                            | 67.1                            | 67.0                            | 65.0                            |
| ------------------------------- | ------------------------------- | ------------------------------- | ------------------------------- | ------------------------------- | ------------------------------- | ------------------------------- | ------------------------------- | ------------------------------- | ------------------------------- | ------------------------------- | ------------------------------- | ------------------------------- | ------------------------------- |
| Джерело: PRISM                  |                                 |                                 |                                 |                                 |                                 |                                 |                                 |                                 |                                 |                                 |                                 |                                 |                                 |

## Демографія
Згідно з переписом 2010 року, у селищі мешкало 32 559 осіб у 11 805 домогосподарствах у складі 9233 родин. Було 12184 помешкання
Расовий склад населення:
| - 89,6 % — білих - 6,3 % — азіатів - 2,3 % — чорних або афроамериканців - 0,1 % — корінних американців |

До двох чи більше рас належало 1,3 %. Частка іспаномовних становила 2,4 % від усіх жителів.
За віковим діапазоном населення розподілялося таким чином: 26,1 % — особи молодші 18 років, 60,7 % — особи у віці 18—64 років, 13,2 % — особи у віці 65 років та старші. Медіана віку мешканця становила 43,5 року. На 100 осіб жіночої статі у селищі припадало 93,5 чоловіків;  на 100 жінок у віці від 18 років та старших — 90,6 чоловіків також старших 18 років.
Середній дохід на одне домашнє господарство  становив 156 552 долари США (медіана — 133 467), а середній дохід на одну сім'ю — 173 550 доларів (медіана — 146 875). Медіана доходів становила 104 658 доларів для чоловіків та 71 545 доларів для жінок. За межею бідності перебувало 2,0 % осіб, у тому числі 1,3 % дітей у віці до 18 років та 2,1 % осіб у віці 65 років та старших.
Цивільне працевлаштоване населення становило 17 044 особи. Основні галузі зайнятості: освіта, охорона здоров'я та соціальна допомога — 26,6 %, науковці, спеціалісти, менеджери — 16,6 %, виробництво — 12,1 %, фінанси, страхування та нерухомість — 10,4 %.